# مارتن جورجييف
مارتن جورجييف هو لاعب كرة قدم بلغاري، ولد في 24 سبتمبر 2005 في صوفيا في بلغاريا.

## وصلات خارجية
- مارتن جورجييف على موقع قاعدة بيانات كرة القدم.إي يو (الإنجليزية)
- مارتن جورجييف على موقع Soccerway.com (الإنجليزية)